# Abronia leurolepis
Espèce
Statut de conservation UICN

 DD  : Données insuffisantes
Abronia leurolepis est une espèce de sauriens de la famille des Anguidae.

## Répartition
Cette espèce est endémique du Chiapas au Mexique. Elle se rencontre de 1 800 à 2 300 m d'altitude dans la Sierra Madre de Chiapas,.

## Publication originale
- Campbell & Frost, 1993 : Anguid lizards of the genus Abronia: revisionary notes, descriptions of four new species, a phylogenetic analysis, and key. Bulletin of the American Museum of Natural History, no 216, p. 1-121 (texte intégral)